# 工藤行遠
工藤 行遠（くどう ゆきとお（ゆきおち）生没年不詳）は、平安時代の貴族。二階堂行政の父。従五位下。

## 略歴
『尊卑分脈』によると、工藤維行の子で、保延年間に遠江の国司を殺害し、尾張国に流された。『二階堂系図』によると遠江守であった。妻は藤原季兼の娘。